# アシェール (イヴリーヌ県)
アシェール （Achères）は、フランス、イル＝ド＝フランス地域圏、イヴリーヌ県のコミューン。

## 地理
まちは県の北東部にあり、ヴァル＝ドワーズ県と接している。サン＝ジェルマン＝アン＝レーの北西6km、ポワシーの北東4kmのところにある。
セーヌ川左岸の湾曲部にある水辺のまちであり、オワーズ川との合流地点に面する。サン＝ジェルマン＝アン＝レーの森の北部に沿っている。コミューンの領域はわずかに角状の、セーヌ川に沿って伸びる湾曲部を共有しており、この湾曲部は人口が集中する西側に行くほど膨らむ。しかし人口の集中が川沿いにあるわけではなく、右岸にコミューン領域のあるいくつかの主要コミューンは縁飾りのように存在する。縁飾りはかつて川に浮かぶ島であったところであり、現在こういった島は左岸と一体化している。

## 由来
Achèresは古いフランス語のaschierに由来する。語源はラテン語のapiariumで、「養蜂を行うこと」を意味する。まちは10世紀の古い文書にVillam Apiarias（「養蜂のまち」）と記された。その後Acheriis、Aschere、Aschieresとつづりが変化した。Achèresのつづりは1617年に初めて記された。

## 交通
- 道路 - 北のコンフラン＝サントノリーヌへ向かう国道184号線、南のサン＝ジェルマン＝アン＝レーへ向かう県道30号線がまちを通る幹線道路である。
- 鉄道 - アシェール＝ヴィル駅はRER A線とトランジリアンL線が通る。
- 水上交通 - セーヌ川とオワーズ川の合流地点に近いという戦略的位置を生かして、2020年にアシェール港が開港する予定である。すなわちヨーロッパの水上交通の交差点となって、イヴリーヌはグラン・パリ大都市圏の重要な経済軸となる[3]。

## 歴史
アシェールの地には先史時代から人が定住していた。ガロ＝ローマ時代の定住跡もある。ルイ聖王はアシェールの領域で誕生したので、現在もアシェールはグランジュ・サン＝ルイ（Grange Saint-Louis、聖王ルイの穀物蔵）として知られている。
中世、アシェールの領域は2つの荘園に分かれていた。アシェール、そしてガレンヌと呼ばれた2つの領地は1525年に統合された。1553年、モルレ・デュ・ミュゾー家がこれら荘園を所有するようになった。これは1720年代にジャン・ド・マソルの領地となった。1736年、アシェールの高級・中級・初級裁判所が王領と、サン＝ジェルマンの憲兵隊に統合された。1749年、アシェールの荘園はジャン・バティスト・ダルヌーヴィル（fr）に売却された。村はその後1751年に王領となった。
1847年から1855年にかけて、アシェールの農民たちはセーヌ川氾濫に備えて堤防を築いた。この堤防は6kmの長さがあり当時としては大きく、その後コンフランの橋とポワシー間まで伸びた。1882年、鉄道の操車場がサン＝ジェルマン＝アン＝レーの森の端のコルニエという場所に設置された。この動きが恒久的にまちと鉄道を結びつけることになった。現在、この操車場は閉鎖されている。1889年、農地が買収されたあとに、パリの下水を集める浄水場が設置された。
19世紀末、カミーユ・ジェナツィが乗った電気自動車、ラ・ジャメ・コンタント号（fr）がアシェールにて自動車で初めて毎時100kmの速度を記録した。この記録は具体的には毎時105,882 kmであった。ラ・ジャメ・コンタント号の名は教会裏の広場の名として残っている。
1940年、サンタヴァル下水処理場（fr、運営管理は行政的公施設法人のパリ都市圏清掃自治体間連合）がサン＝ジェルマンとアシェールにまたがって設置された。この下水処理場はヨーロッパ最大で、シカゴの下水処理場に次いで世界第2位の規模である。処理場はオー＝ド＝セーヌ県、セーヌ＝サン＝ドニ県、ヴァル＝ドワーズ県といった県そしてパリと約800万人分の下水を扱っている。それはイル＝ド＝フランス地域圏の180のコミューンからの下水であり、年間14万トンもの下水汚泥を扱う。

## 経済
住宅地が主体であるが、ポワシーにあるPSA・プジョーシトロエンポワシー工場の影響を受ける。

## 人口統計
| 1962年 | 1968年 | 1975年 | 1982年 | 1990年 | 1999年 | 2006年 |
| ------ | ------ | ------ | ------ | ------ | ------ | ------ |
| 5390   | 10444  | 15172  | 15351  | 15039  | 18929  | 19850  |

参照元:1962年までEHESS、1968年以降INSEE  · 

## 姉妹都市
- グロースクロッツェンブルク、ドイツ
- アマランテ、ポルトガル